# Coniston, Cumbria
Coniston är en by och en civil parish i Cumbria, England. Orten har 1 058 invånare (2001). Den har en kyrka.